# ماهاوامسا
ماهاوامسا (در زبان پالی به معنی: تاریخچه بزرگ) رساله‌ای تاریخی است که از شاهان بودایی سری لانکا حکایت می‌کند و به زبان پالی نوشته شده است.
این رساله از به قدرت رسیدن شاه ویجایه در ۵۴۳ پیش از میلاد تا دورهٔ شاه ماهاسنا در میانه سده چهارم میلادی را پوشش می‌دهد.